# 船井龍一
船井 龍一（ふない りゅういち、1985年8月13日 - ）は、日本の元プロボクサー。東京都大田区出身。第39代日本スーパーフライ級王者。

## 来歴
東京都大田区生まれ。都立港工業高校（現在は東京都立六郷工科高等学校）入学後、親友の中川健太とボクシング部を創設した。
2012年9月23日、石川県産業展示館でOPBF東洋太平洋バンタム級王者のロリー松下と対戦し、9回0分36秒TKO負けを喫した。
2016年4月17日、エディオンアリーナ大阪で日本スーパーフライ級王者の石田匠とし、10回0-2（96-96、94-96、95-97）で判定負けを喫した。
2017年3月22日、後楽園ホールで日本スーパーフライ級王者の中川健太と対戦し、7回2分59秒KO勝ちし王座を獲得した。
2017年7月23日、大田区総合体育館で日本スーパーフライ級1位の奥本貴之と対戦し、7回負傷判定勝ちし、初防衛に成功した。
2017年12月11日、後楽園ホールで日本スーパーフライ級15位の川口勝太と対戦し、2回3分9秒TKO勝ちし、2度目の防衛に成功した。
2018年6月14日、後楽園ホールでワルリト・パレナスとWBOアジアパシフィックスーパーフライ級王座決定戦を行い、8回2分55秒KO勝ちを収め王座を獲得した。
2018年11月10日、後楽園ホールでIBFスーパーフライ級7位のビクター・エマニュエル・オリボとIBF世界スーパーフライ級挑戦者決定戦を行ない、2回2分9秒TKO勝ちを収めヘルウィン・アンカハスへの挑戦権を獲得した。
2019年5月4日、カリフォルニア州ストックトンのストックトン・アリーナでIBF世界スーパーフライ級王座のヘルウィン・アンカハスに挑戦し、7回1秒ドクターストップによるTKO負けを喫した。ESPNが試合を放送し48万人が視聴した
現役引退後、ふなどら商店（カレー店）を柏に出店

## 戦績
- プロボクシング：39戦31勝（22KO）8敗

| 戦           | 日付           | 勝敗 | 時間    | 内容        | 対戦相手                             | 国籍       | 備考                                      |
| ------------ | -------------- | ---- | ------- | ----------- | ------------------------------------ | ---------- | ----------------------------------------- |
| 1            | 2005年2月14日  | ☆    | 4R      | 判定3-0     | 國島隆弘（渡嘉敷）                   | 日本       | プロデビュー戦                            |
| 2            | 2006年4月24日  | ☆    | 1R 2:44 | KO          | 大槻拓也（館山牛若丸原田）           | 日本       |                                           |
| 3            | 2006年9月11日  | ★    | 4R      | 判定0-3     | 福本雄基（三谷大和S）                | 日本       |                                           |
| 4            | 2006年12月5日  | ★    | 4R 2:20 | TKO         | 吉岡健一（国際）                     | 日本       |                                           |
| 5            | 2007年2月7日   | ☆    | 4R      | 判定3-0     | 伊藤博志（マナベ）                   | 日本       |                                           |
| 6            | 2007年7月3日   | ☆    | 4R      | 判定3-0     | 渡部諭（M.T）                        | 日本       |                                           |
| 7            | 2007年8月17日  | ☆    | 3R 2:39 | TKO         | 山野邉健一（川島）                   | 日本       |                                           |
| 8            | 2007年9月27日  | ☆    | 4R 1:33 | TKO         | 福本雄基（三谷大和S）                | 日本       |                                           |
| 9            | 2007年11月4日  | ★    | 5R      | 判定0-3     | 古川高広（協栄）                     | 日本       |                                           |
| 10           | 2008年3月10日  | ☆    | 1R 1:22 | KO          | 若生然太（輪島功一S）                | 日本       |                                           |
| 11           | 2008年11月1日  | ☆    | 3R 2:13 | KO          | 円田洋介（本多）                     | 日本       |                                           |
| 12           | 2009年1月17日  | ★    | 7R 2:54 | TKO         | 山中慎介（帝拳）                     | 日本       |                                           |
| 13           | 2009年6月24日  | ☆    | 7R 2:10 | TKO         | 田中稔大（角海老宝石）               | 日本       |                                           |
| 14           | 2009年9月5日   | ☆    | 3R 1:21 | TKO         | 名取耕平（大橋）                     | 日本       |                                           |
| 15           | 2009年12月17日 | ☆    | 2R 1:36 | TKO         | 工藤洋平（角海老宝石）               | 日本       |                                           |
| 16           | 2010年5月17日  | ☆    | 5R      | 判定3-0     | サラゴサ上間（沖縄ワールドリング）   | 日本       |                                           |
| 17           | 2010年8月9日   | ☆    | 8R      | 判定2-0     | 椎野大輝（三迫）                     | 日本       |                                           |
| 18           | 2011年2月24日  | ★    | 8R      | 判定1-2     | 石田將大（本多）                     | 日本       |                                           |
| 19           | 2011年6月17日  | ☆    | 8R      | 判定2-1     | 古橋大輔（川崎新田）                 | 日本       |                                           |
| 20           | 2011年9月30日  | ☆    | 7R 2:45 | TKO         | 柘植雄季（駿河）                     | 日本       |                                           |
| 21           | 2012年2月10日  | ☆    | 5R 1:35 | TKO         | 菊井徹平（花形）                     | 日本       |                                           |
| 22           | 2012年5月11日  | ☆    | 7R 1:51 | TKO         | 堤英治（三迫）                       | 日本       |                                           |
| 23           | 2012年9月23日  | ★    | 9R 0:36 | TKO         | ロリー松下（カシミ）                 | 日本       | OPBF東洋太平洋バンタム級王座挑戦          |
| 24           | 2013年3月21日  | ☆    | 3R 1:40 | KO          | ギッティ・オーベンジャマッド         | タイ       |                                           |
| 25           | 2013年8月30日  | ☆    | 1R 0:48 | KO          | ナラク・シットチャーンシン           | タイ       |                                           |
| 26           | 2013年12月9日  | ☆    | 3R 1:37 | TKO         | 大嶽正史（石橋）                     | 日本       |                                           |
| 27           | 2014年4月9日   | ☆    | 8R      | 判定2-0     | 星野晃規（M.T）                      | 日本       |                                           |
| 28           | 2014年10月24日 | ☆    | 4R 1:15 | TKO         | 和氣年邦（M.T）                      | 日本       |                                           |
| 29           | 2015年3月26日  | ☆    | 3R 1:39 | KO          | 大塚隆太（18鴻巣）                   | 日本       |                                           |
| 30           | 2015年6月26日  | ☆    | 8R      | 判定3-0     | ライアン・ビト（UNITED）             | 日本       |                                           |
| 31           | 2016年4月17日  | ★    | 10R     | 判定0-2     | 石田匠（井岡）                       | 日本       | 日本スーパーフライ級タイトルマッチ        |
| 32           | 2016年7月27日  | ☆    | 3R 1:48 | TKO         | チャーンプアック・ソーカニッソーン   | タイ       |                                           |
| 33           | 2016年10月22日 | ☆    | 1R 1:20 | KO          | ジョームユット・オージーラティウター | タイ       |                                           |
| 34           | 2017年3月22日  | ☆    | 7R 2:59 | KO          | 中川健太（レイS）                    | 日本       | 日本スーパーフライ級タイトルマッチ        |
| 35           | 2017年7月23日  | ☆    | 7R 1:32 | 負傷判定3-0 | 奥本貴之（グリーンツダ）             | 日本       | 日本王座防衛2                             |
| 36           | 2017年12月11日 | ☆    | 2R 3:09 | TKO         | 川口勝太（堺東ミツキ）               | 日本       | 日本王座防衛2                             |
| 37           | 2018年6月14日  | ☆    | 8R 2:55 | KO          | ワーリト・パレナス（森岡）           | フィリピン | WBOアジア太平洋スーパーフライ級王座決定戦 |
| 38           | 2018年11月10日 | ☆    | 2R 2:09 | TKO         | ビクトル・エマニュエル・オリボ       | メキシコ   | IBF世界スーパーフライ級挑戦者決定戦       |
| 39           | 2019年5月4日   | ★    | 7R 0:01 | KO          | ヘルウィン・アンカハス               | フィリピン | IBF世界スーパーフライ級タイトルマッチ     |
| テンプレート |                |      |         |             |                                      |            |                                           |

## 獲得タイトル
- 第39代日本スーパーフライ王座（防衛2=返上）
- WBOアジア太平洋スーパーフライ級王座